# Железна
Желѐзна е село в Северозападна България. То се намира в община Чипровци, област Монтана.

## География
Село Железна се намира в изключително живописен планински район разположено в подножието на Западна Стара планина от двете страни на река Огоста. То е едно от десетте селища на Чипровска община. Намира се на 2 km от град Чипровци и на 32 km от областния град Монтана. На запад на около 25 km въздушно е билото на Западна Стара планина и държавната граница със Сърбия. От с. Железна на запад се открива величествена гледка на Трите чуки (1938 m), откъдето води началото си река Огоста. В реката се среща балканска пъстърва, черна мрена, клен, уклейка, видра, европейски речен рак, водна змия, ручейници и др. На север се намират върховете Чука и Буни връх, на югозапад – местностите Глама и Рът. На изток – Червени камък – изключително красиви отвесни скали, които червенеят и са дом на много орли и влечуги. При ясно време се виждат от Чипровци.
Районът на Железна се нарежда в състава на Чипровското рудно находище, в което има сидеритови, галенитови, сфалеритови и пиритови руди. В комплексните руди има олово, цинк, желязо, злато и сребро. Има запаси в промишлени количества на флуорит. Климатът е умереноконтинентален. Почвите са светлосиви с мощност на хумусния пласт 20 – 30 cm. Основно се отглеждат боб, царевица, картофи, тикви и грозде. В района се среща редкият сорт грозде Отел, придаващ божествена жилка на червеното вино, който е характерен само за тази част от страната. Надморската височина е около 450 – 480m. Растителността предимно е от гористите видове дъб, габър, бук и иглолистните видове – бор, ела и лиственица. От царството на гъбите се срещат царицата манатарка, пачи крак, сърнела, печурка, булка, пърхутка, масловка и още много ядливи и техните отровни двойници. В горите пребивават дива свиня, вълк, лисица, сърна, заек, костенурка, смок, пепелянка, слепок, орел, сокол, ястреб, сойка, авлига, славей, дрозд, кос, врабче, лястовица и други птици и животни.

## История
ЖЕЛЕЗНА или ФЕРАРА. Името си е получило от добива на желязо в рудниците си в миналото около него. Вписмени документи се среща още като Железник, Железнене, Железнина, Железнички, които са производни на Железна. Началото на селото е далече в древността. Сложено от тракийски племена в началото на I хилядолетие преди н.е. Изворите на историческата наука сочат, че тук са живели трибали и сродни на тях племена. После идват римляните, силизейци, генуезции венецианци.
През 1640 г. в доклада до Конгрегацията в Рим Петър Богдан пише: „Тези планини са високи и големи, покрити с гори и дъбрави, украсени с треви и цветя, напоени с води и бистри потоци, богати с всякакви рудници: златни, сребърни, медни, оловни, стоманени и железни.“ Рударството тук е възникнало 1500 г. преди 17 век, Петър Богдан пише: „Може би тракийското племе трибали е положило основите на рударството“. Според източниците, които ползва Константин Иречек през този период селото е населено със соколници.
В 1643 година броят на католиците в Копиловци се оценява на 390 души.
По време на Чипровското въстание от 1688 г. с. Железна е редом до Кипровец и Копиловец и споделя съдбата им, и също като тях е разрушено и опожарено, а оцелелите поемат пътя на изгнаници. През 1710 г. идват първите заселници: Пиженци, Янини, Гуинци, Каманярци, Колини, Войчинци, Божкови, Паликарци и Ненкини.
Железничани участват в хайдушки чети. Тук, в този край, се подвизавал Вълчан войвода. Редом с него е Рада Желина, оглавила след неговата смърт четата.
Легендата разказва, че тя е дъщеря на дядо Кунчо Желин от с. Железна. Железничани участват във въстанието от 1836 г., предвождани от Манчо Пунин от с. Бистрилица, във Върбан – Пеновото въстание от 1837 г. и в последното въстание с войводите Панайот Хитов и Филип Тотю през 1876 г., което се слива с Руско-турската война. През тези въстания и бунтове център на събитията е Чипровският манастир „Св. Йоан Рилски“, който е на 2,5 km от с. Железна и се намира на територията на неговото землище. Многократно е разрушавана и възстановявана светата обител.
Тук хората живеят при трудни условия поради не добрите условия за земеделие. Единственият поминък е килимарството и дърводобивът. Ръстът на населението е незначителен. През 1880 г. селото наброява 672 жители, а след създаване на поминък и разкриване на мина „Чипровец“ през 1952 г. и МОК „Мартиново“ – 1962 г., жителите се увеличават и през 1977 г. достигат 1031 жители.
Така до закриването на рудниците и селото отново е без поминък. Населението на с. Железна е българско.
Село Железна е родното място на д-р Стамен Илиев – учител, лекар, философ и политик. През 1915 г. завършва медицина в Женева. Четири години по-късно е назначен за градски лекар във Фердинад (днешна Монтана). Д-р Стамен Илиев е убит на 30 септември 1923 г. след дълги и жестоки мъчения – рязали са му ушите, извадено му е едното око.
През 1926 г. в с. Железна се поставя началото на читалищното дело. Читалището носи името „Христо Ботев“.
На петия републикански фестивал на народната песен певческата група към читалището спечелва златен медал.
След 1944 г.се създават подходящи условия за по-нататъшното развитие на учебното дело в Железна. През 1962 г. е открито Минно училище със специалности: обогатяване, механици, шлосери и експлоатация на железни изкопаеми; с директор инж. Бисер Аврамов.
По-късно през 1967 г. се открива Целодневна детска градина с две групи, на която директор е Марица Милина.
Първият филм на широк екран се прожектира в Железна през 1945 г.
Жителите на селото празнуват общоселски събор на 24 Май Денят на Славянската писменост и култура като се събират на родови срещи.
Спазвани са традициите и празниците на селото с духова музика и много веселие на Йордановден, Ивановден, Бабинден, Лазаровден, Трифон зарезан.

## Празници
- Сбор на с. Железна /24.05/
- Трифон Зарезан
- Трети март
- Ден на славянската писменост и култура
- Ден на детето /01.06/
- Празнична нощ
- Гушовец /чества се на 06.09/
- Поклада /чества се на Сирни заговезни/

## Личности
- Славко Григоров (р. 1932) – писател и краевед
- Д-р Стамен Илиев
- Георги Младенов (1921 – 1995) – генерал-лейтенант от Държавна сигурност